# ريس ايفانز
ريس إيفانز (بالإنجليزية: Rhys Ifans)‏ (ولد ريس أوين إيفانز; 22 يوليو 1967) ممثل ويلزي ظهر في دور زينوفيليوس لوفيغود في 
هاري بوتر ومقدسات الموت - الجزء 1 ودكتور كيرت كونورز في فيلم الرجل العنكبوت المذهل (2012).

## روابط خارجية
- ريس ايفانز على موقع IMDb (الإنجليزية)
- ريس ايفانز على موقع روتن توميتوز (الإنجليزية)
- ريس ايفانز على موقع قاعدة بيانات الأفلام العربية
- ريس ايفانز على موقع ألو سيني (الفرنسية)
- ريس ايفانز على موقع ميوزك برينز (الإنجليزية)
- ريس ايفانز على موقع أول موفي (الإنجليزية)
- ريس ايفانز على موقع بوكس أوفيس موجو (الإنجليزية)
- ريس ايفانز على موقع قاعدة بيانات الأفلام السويدية (السويدية)
- ريس ايفانز على موقع إن إن دي بي (الإنجليزية)
- ريس ايفانز على موقع ديسكوغز (الإنجليزية)
- Rhys Ifans biography and credits في موقع شاشة الإنترنت [الإنجليزية]‏ التابع لمعهد الفيلم البريطاني